# Langova rozhledna
Langova rozhledna se nachází v těsném sousedství turistické chaty Onen svět na západní straně hřebene, jehož nejvyšším bodem je nedaleký vrch Hrby s nadmořskou výškou 627 m. Místo je položeno asi 80 km jižně od Prahy a spadá k části Onen Svět na katastrálním území Zahořany obce Kovářov v okrese Písek, poblíž hranice okresu Příbram.

## Historie a technická data
Rozhledna byla postavena v roce 2001 a byla pojmenována po Ing. Čestmíru Langovi, obdivovateli zdejší krajiny a bývalém majiteli zámečku a statku v nedaleké vesničce Zahrádka. Stavba je vysoká 15 m, má čtyři patra a nejvyšší vyhlídková plošina se nachází ve výšce 11 m. Vrchol rozhledny je v nadmořské výšce 615 m n. m. Na jaře roku 2006 byla opravena a natřena černou a bílou barvou.

## Výhled
Z rozhledny je dobrý výhled na sever, jih a západ. Dobře viditelný je např. zámek Orlík, Orlická přehrada, pás pohoří Brdy, Temelín nebo Šumava, za výjimečně dobrého počasí je viditelná severní část Alp.